# Southwest Harbor
Southwest Harbor – miasto w Stanach Zjednoczonych, w stanie Maine, w hrabstwie Hancock.